# تيري كلارك (مغن مؤلف)
تيري كلارك (بالإنجليزية: Terry Clark)‏ هو مغن مؤلف أمريكي، ولد في 1946 في تكساس في الولايات المتحدة.

## وصلات خارجية
- الموقع الرسمي
- تيري كلارك على موقع ميوزك برينز (الإنجليزية)
- تيري كلارك على موقع ديسكوغز (الإنجليزية)